# Epidendrum dendrobioides
Epidendrum dendrobioides är en orkidéart som beskrevs av Carl Peter Thunberg. Epidendrum dendrobioides ingår i släktet Epidendrum och familjen orkidéer. Inga underarter finns listade i Catalogue of Life.

## Bildgalleri

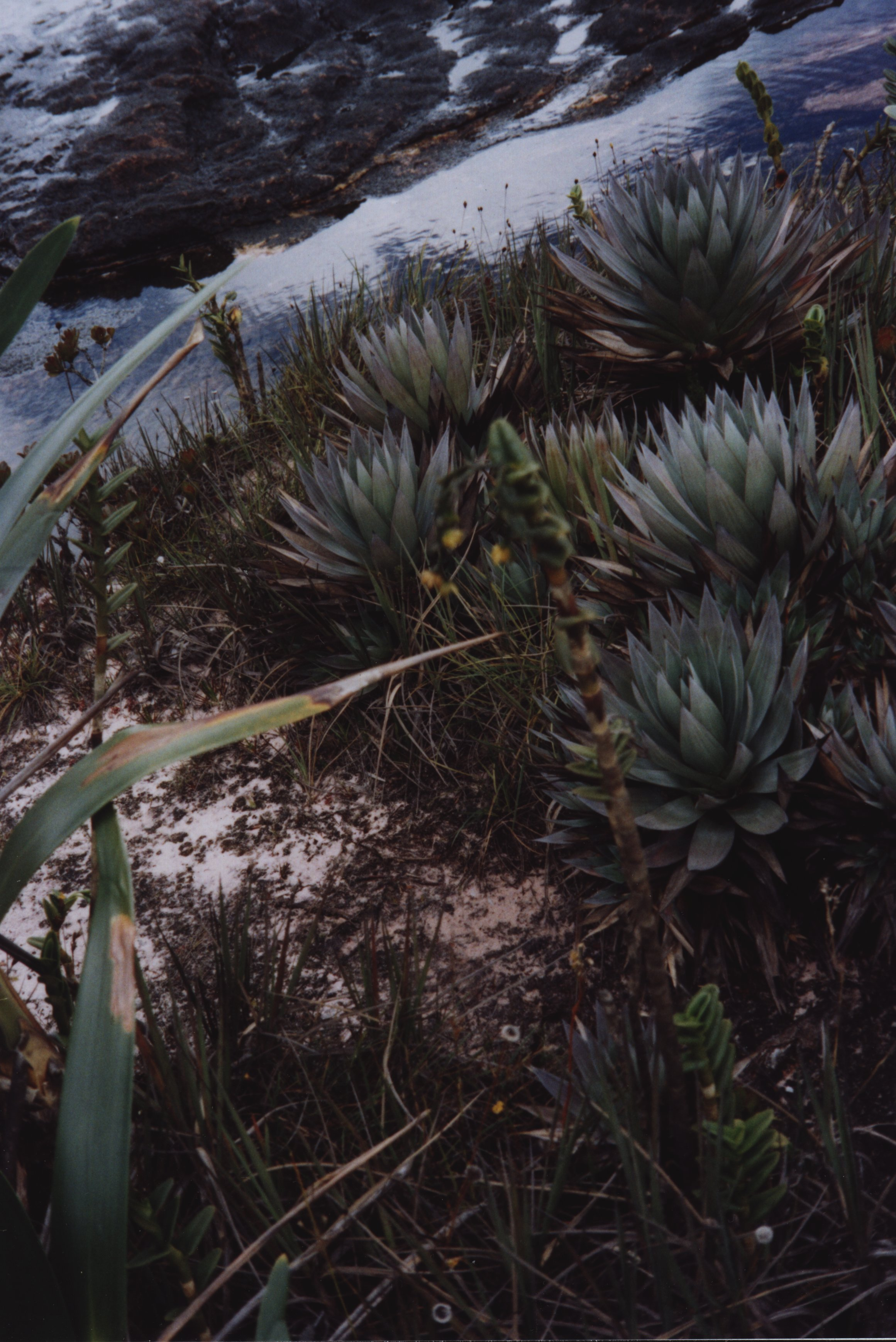
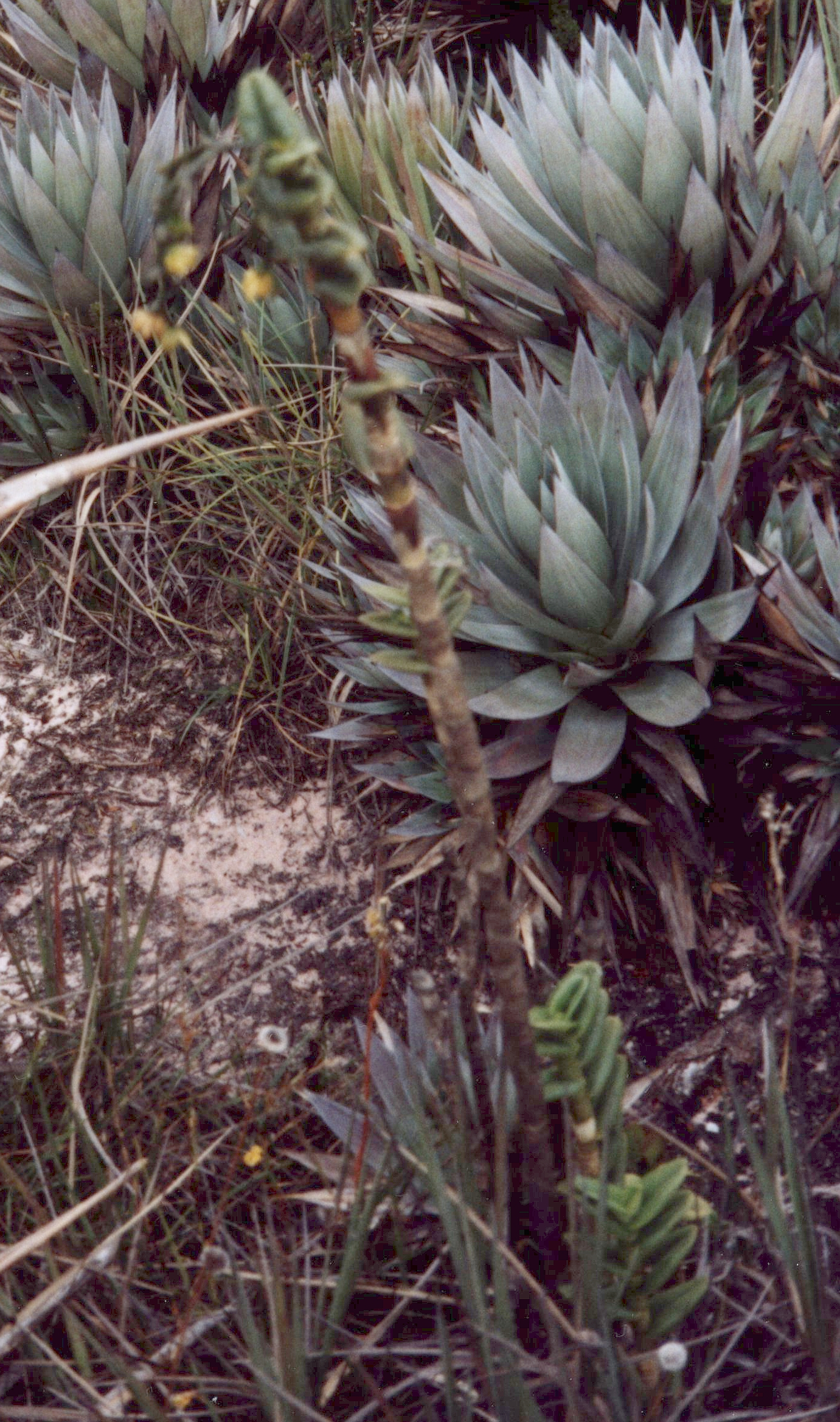
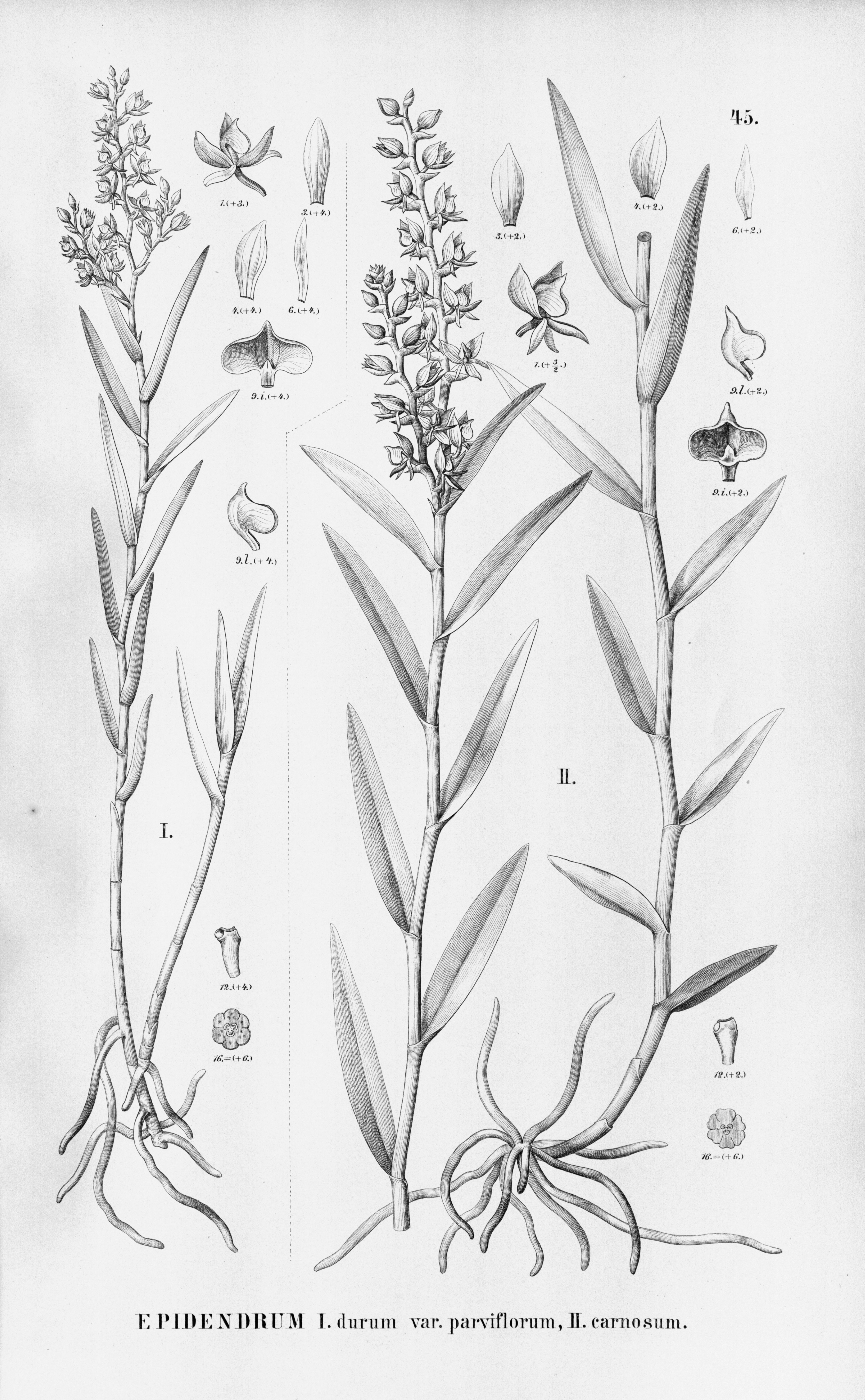
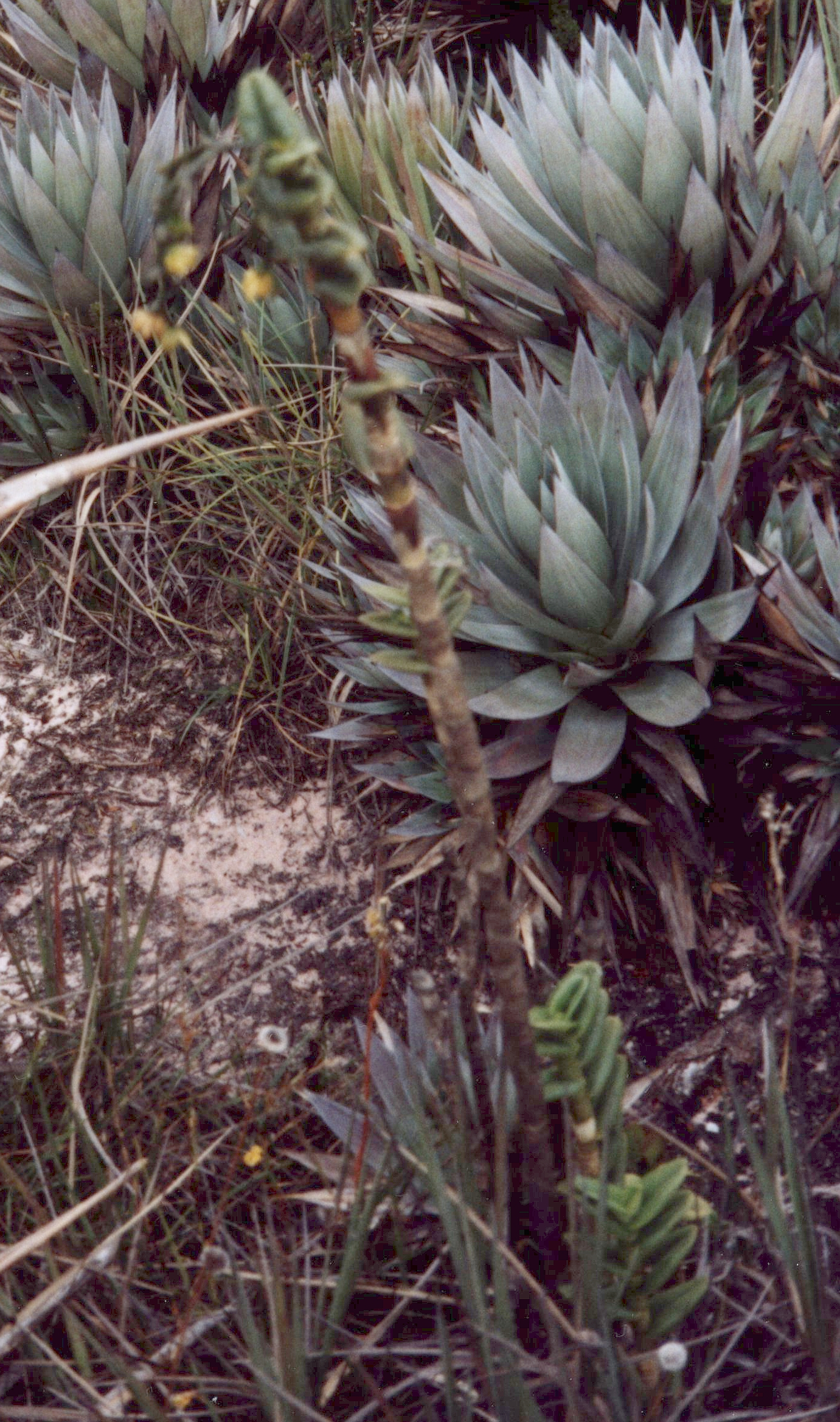